# Ricardo Ibarra

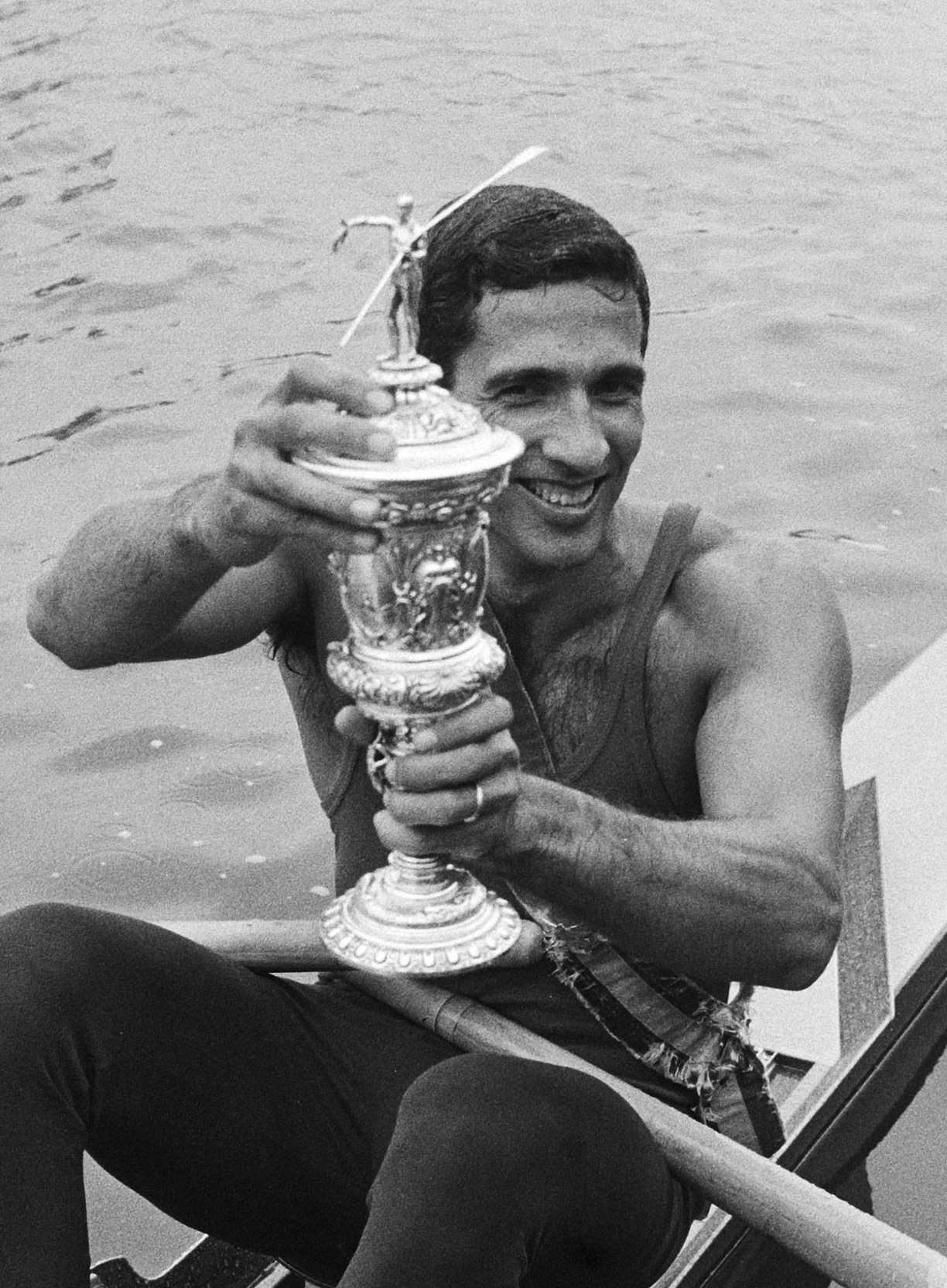
Ricardo Ibarra (1981)

Ricardo Daniel Ibarra (* 28. August 1950 in Buenos Aires; † 15. Dezember 2011) war ein argentinischer Ruderer. 

## Karriere
Bei den Olympischen Spielen 1972 trat Ibarra zusammen mit Jorge Imaz im Doppelzweier an, schied aber im Hoffnungslauf aus. Nach dem Ende der sportlichen Karriere von Alberto Demiddi startete Ricardo Ibarra international im Einer. 1975 gewann er den Titel im Einer bei den Panamerikanischen Spielen. Bei den Weltmeisterschaften 1975 ruderte er auf den fünften Platz. Auch bei den Olympischen Spielen 1976 in Montreal erreichte er das Finale, wobei er sein Halbfinale vor den beiden Deutschen Peter-Michael Kolbe und Joachim Dreifke gewann, im Finale landete er abgeschlagen auf dem letzten Platz, während die beiden Deutschen Silber und Bronze hinter dem Finnen Pertti Karppinen erhielten. 
Bei den Weltmeisterschaften 1978 belegte Ibarra wie 1975 den fünften Platz. 1979 gewann er seinen zweiten Titel bei den Panamerikanischen Spielen. An den Olympischen Spielen 1980 nahm Argentinien wegen des Olympiaboykotts nicht teil. 1981 belegte Ibarra wieder den fünften Platz bei den Weltmeisterschaften. 1983 gewann er zum dritten Mal in Folge den Titel im Einer bei den Panamerikanischen Spielen. Zum Abschluss seiner Karriere erreichte Ibarra 1984 noch einmal das Finale bei den Olympischen Spielen und belegte den fünften Platz. 
Nach seiner Karriere war der 1,93 m große Ibarra über viele Jahre Nationaltrainer der argentinischen Ruderer.